# جيمس بوند (لاعب كرة قدم أمريكية)
جيمس بوند (بالإنجليزية: James Bond)‏ هو لاعب كرة قدم أمريكية أمريكي، (ولد في باينسفيل في الولايات المتحدة 1894 – 1956 م).